# Cycas apoa
Cycas apoa é uma espécie de cicadófita do género Cycas da família Cycadaceae, nativa da Nova Guiné Ocidental e da Papua-Nova Guiné.